# Dehram (ort i Fars)
Dehram (persiska: دهرم) är en ort i Iran.   Den ligger i provinsen Fars, i den centrala delen av landet, 800 km söder om huvudstaden Teheran. Dehram ligger 410 meter över havet och antalet invånare är 2 946.
Terrängen runt Dehram är varierad. Runt Dehram är det ganska glesbefolkat, med 24 invånare per kvadratkilometer. Det finns inga andra samhällen i närheten. Trakten runt Dehram är ofruktbar med lite eller ingen växtlighet.